# Chazelles-sur-Albe
Chazelles-sur-Albe é uma comuna francesa na região administrativa de Grande Leste, no departamento de Meurthe-et-Moselle. Estende-se por uma área de 3,39 km². Em 2010 a comuna tinha 48 habitantes (densidade: 14,2 hab./km²).